# Unia Wolności
De Vrijheidsunie (UW, Pools: Unia Wolności) is een Poolse politieke partij van christendemocratisch-liberale signatuur, die in de jaren 1994-2005 heeft bestaan en in 2005 werd omgevormd tot de Democratische Partij - demokraci.pl.

## Geschiedenis
De Vrijheidsunie kwam op 23 april 1994 tot stand uit een fusie tussen de Democratische Unie (UD) van oud-premier Tadeusz Mazowiecki en het Liberaal-Democratisch Congres (KLD) van de latere premier Donald Tusk. Mazowiecki werd voorzitter en Tusk vicevoorzitter. Beide partijen hadden in 1992 gezamenlijk oppositie gevoerd tegen de regering-Olszewski en ook nauw met elkaar samengewerkt als coalitiepartners in de regering-Suchocka. Na de parlementsverkiezingen van 1993 was de UD de grootste oppositiepartij in de Sejm geworden, terwijl de KLD de kiesdrempel van 5% niet had gehaald.
In april 1995 werd Mazowiecki weggestemd als voorzitter. Hij werd opgevolgd door oud-minister van financiën Leszek Balcerowicz. Aan de presidentsverkiezingen van 1995 werd namens de Vrijheidsunie deelgenomen door Jacek Kuroń, die met 9,22% van de stemmen de derde plaats behaalde.
In de jaren 1996-1997 verlieten enkele links-georiënteerde parlementariërs de partij. In januari 1997 stapte ook een deel van de rechtervleugel (o.a. Jan Rokita en Bronisław Komorowski) over naar de nieuw opgerichte Conservatieve Volkspartij (SKL).
In de parlementsverkiezingen van 1997 behaalde de Vrijheidsunie, die ook enkele kandidaten van de Democratische Partij (SD) op haar lijst had, met 13,37% van de stemmen de derde plaats, goed voor 60 van de 460 zetels in de Sejm en 8 zetels in de Senaat. Hierop vormde de Vrijheidsunie een coalitieregering met de winnaar van de verkiezingen, Verkiezingsactie Solidariteit (AWS). In de regering van Jerzy Buzek kreeg de Vrijheidsunie zes ministersposten, onder meer Leszek Balcerowicz (vicepremier, financiën), Bronisław Geremek (buitenlandse zaken), Janusz Onyszkiewicz (defensie) en Hanna Suchocka (justitie). In juni 2000 stapte de Vrijheidsunie na een conflict met de AWS uit de coalitie.
In december 2000 volgde Geremek Balcerowicz op als partijvoorzitter. Zijn tegenkandidaat Donald Tusk stapte in januari 2001 uit de partij en richtte samen met een groep andere parlementariërs van de Vrijheidsunie, grotendeels afkomstig uit het KLD, het Burgerplatform op. In de parlementsverkiezingen van 2001 behaalde de Vrijheidsunie nog maar 3,1% van de stemmen. Omdat dit aantal onder de kiesdrempel van 5% was, verdween de partij uit de Sejm.
Hierna raakte de partij gemarginaliseerd. Toch haalde ze bij de Europese Parlementsverkiezingen 2004 nog 7,33% van de stemmen, goed voor 4 zetels. Onder meer Bronisław Geremek, Jan Kułakowski en Janusz Onyszkiewicz gingen de partij in Brussel vertegenwoordigen en laatstgenoemde werd in juli 2004 vicevoorzitter van het Europees Parlement.
Tijdens een congres op 7 en 8 mei 2005 werd de Vrijheidsunie omgevormd tot de Democratische Partij - demokraci.pl. Tot de partij traden ook meer links georiënteerde politici toe (onder wie Tadeusz Mazowiecki, die de partij eerder had verlaten), terwijl een deel van de rechtervleugel niet tot de nieuwe formatie toetrad.

Partijvoorzitters van de Vrijheidsunie
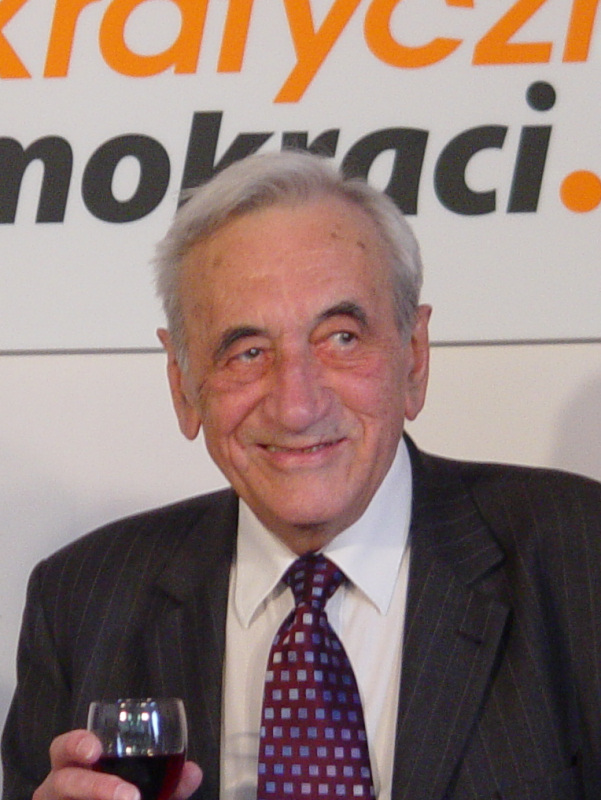
Tadeusz Mazowiecki (1994–1995)
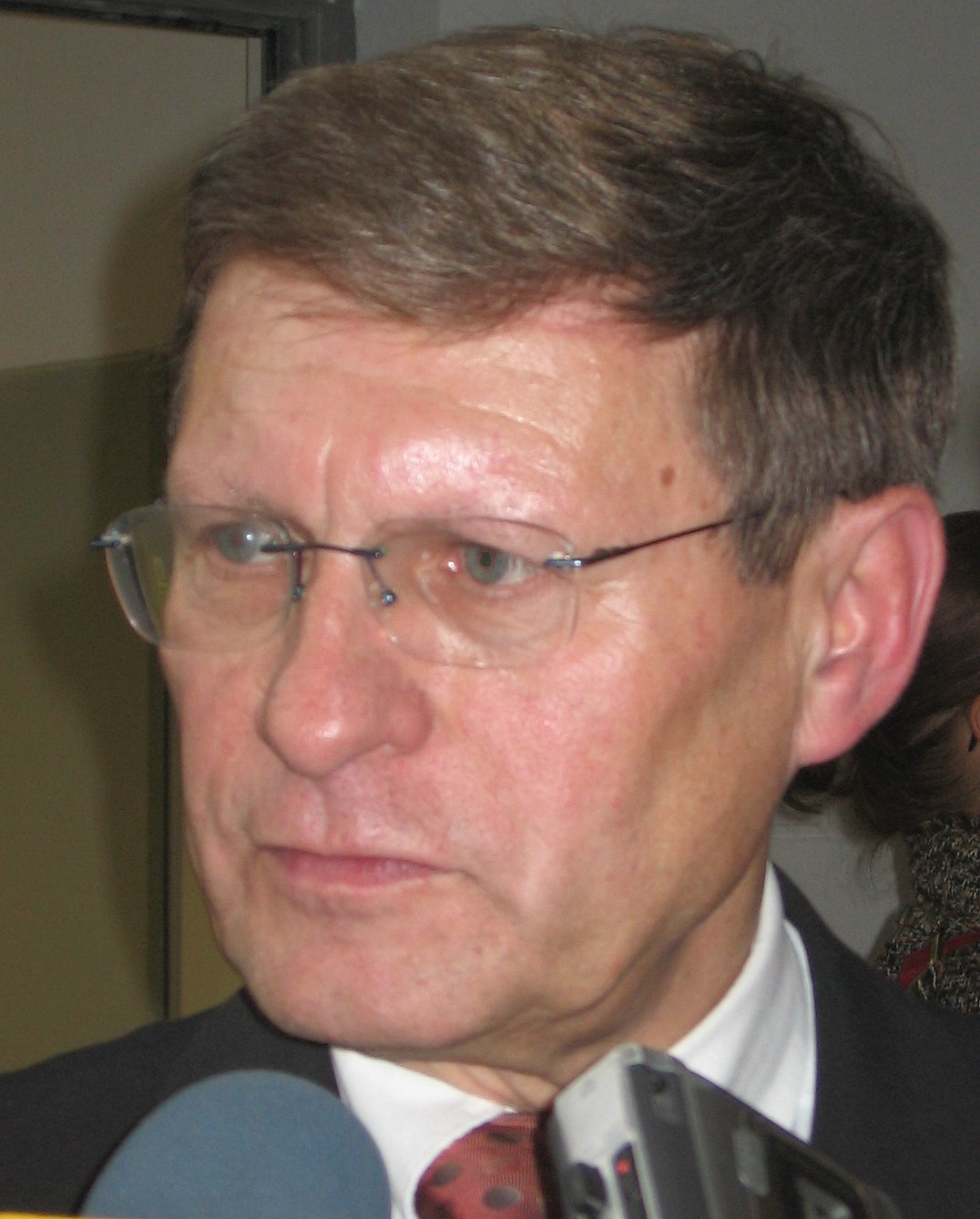
Leszek Balcerowicz (1995–2000)
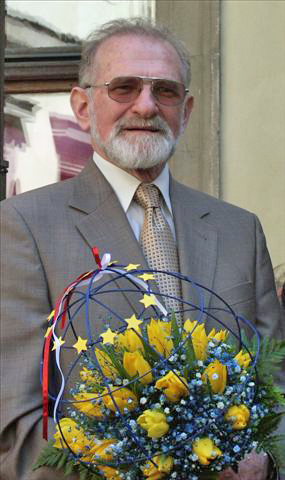
Bronisław Geremek (2000–2001)
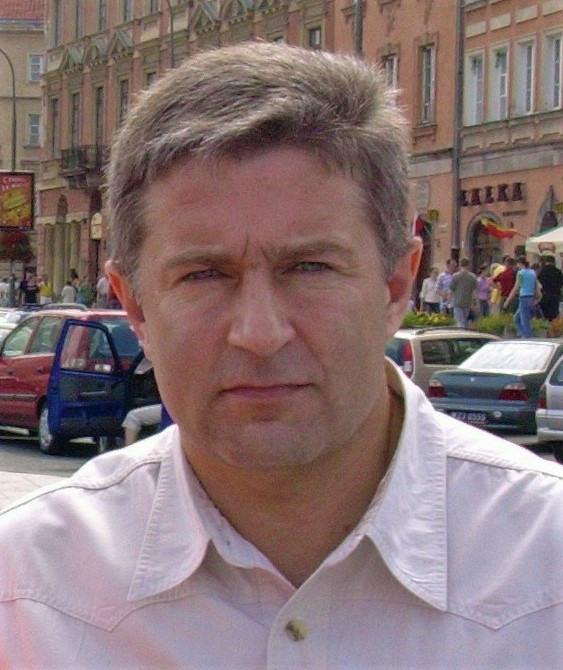
Władysław Frasyniuk (2001–2005)